# Nơi ánh mắt anh dừng lại
Nơi ánh mắt anh dừng lại (tiếng Anh: Where Your Eyes Linger, tiếng Hàn: 너의 시선이 머무는 곳에; Romaja: Neoeui Siseoni Meomuneun Gote) là một bộ phim chiếu mạng Hàn Quốc năm 2020 thuộc thể loại phim Boy Love. Bộ phim phát sóng hai tập mỗi thứ sáu hằng tuần từ ngày 22 tháng 5 cho đến ngày 12 tháng 6 trên trang web  Viki tại hơn 200 quốc gia.

## Nội dung
Bộ phim xoay quanh hai nhân vật Han Tae-joo, người thừa kế tập đoàn TB, và Kang-gook người bạn thân 15 năm đồng thời là vệ sĩ của Tae-joo. Khi cả hai lớn lên, Kang-gook dần dần nhận ra rằng tình cảm của mình đối với Han Tae-joo vượt hơn mức tình bạn. Mọi chuyện bắt đầu thay đổi khi Choi Hye-mi, một học sinh mới chuyển đến, có tình cảm với Kang-gook.

## Diễn viên

### Nhân vật chính
- Han Gi-chan vai Han Tae-joo[3]
- Jang Eui-soo vai Kang-gook[4]
- Choi Kyu-ri vai Choi Hye-mi
- Jeon Jae-young vai Kim Pil-hyun

### Nhân vật hỗ trợ
- Jung Seo-in vai Mẹ của Hye-mi
- Cheon Seung-ho vai Bạn của Pil-hyun

## Nhạc phim
| Where Your Eyes Linger (Original Television Soundtrack) | Where Your Eyes Linger (Original Television Soundtrack) | Where Your Eyes Linger (Original Television Soundtrack) | Where Your Eyes Linger (Original Television Soundtrack) | Where Your Eyes Linger (Original Television Soundtrack) | Where Your Eyes Linger (Original Television Soundtrack) |
| STT                                                     | Nhan đề                                                 | Phổ lời                                                 | Phổ nhạc                                                | Thể hiện                                                | Thời lượng                                              |
| ------------------------------------------------------- | ------------------------------------------------------- | ------------------------------------------------------- | ------------------------------------------------------- | ------------------------------------------------------- | ------------------------------------------------------- |
| 1.                                                      | "YOU"                                                   | RUNY                                                    | RUNY, IVeR                                              | THE MAN BLK                                             | 3:11                                                    |
| 2.                                                      | "Light"                                                 | RUNY                                                    | RUNY, IVeR                                              | KEUM JO                                                 | 3:33                                                    |
| 3.                                                      | "Looking At You" (널보면)                               | Jung Se-in                                              | RUNY, Flum3n                                            | RUNY                                                    | 4:10                                                    |
| 4.                                                      | "See U"                                                 | Kim Bo-young, Lee Gyeo-la                               | Kim Bo-young                                            | Heo Jung                                                | 3:27                                                    |
| 5.                                                      | "YOU" (Inst.)                                           |                                                         | RUNY, IVeR                                              |                                                         | 3:11                                                    |
| 6.                                                      | "Light" (Inst.)                                         |                                                         | RUNY, IVeR                                              |                                                         | 3:33                                                    |
| 7.                                                      | "Looking At You" (Inst.)                                |                                                         | RUNY, Flum3n                                            |                                                         | 4:10                                                    |
| 8.                                                      | "See U" (Inst.)                                         |                                                         | Kim Bo-young                                            |                                                         | 3:27                                                    |
| Tổng thời lượng:                                        | Tổng thời lượng:                                        | Tổng thời lượng:                                        | Tổng thời lượng:                                        | Tổng thời lượng:                                        | 28:42                                                   |

## Tập phim
| TT. | Tựa đề                       | Tiêu đề tiếng Hàn    | Đạo diễn      | Ngày phát sóng gốc  |
| --- | ---------------------------- | -------------------- | ------------- | ------------------- |
| 1   | "Thói quen xấu"              | 안좋은 버릇          | Hwang Da-seul | 22 tháng 5 năm 2020 |
| 2   | "Quan hệ bình đẳng"          | 동등한 관계          | Hwang Da-seul | 22 tháng 5 năm 2020 |
| 3   | "Khoảnh khắc muốn trốn chạy" | 도망치고 싶은 순간   | Hwang Da-seul | 29 tháng 5 năm 2020 |
| 4   | "Cái bóng có nhận thức"      | 그림자에게 생긴 자아 | Hwang Da-seul | 29 tháng 5 năm 2020 |
| 5   | "Cách nhìn khác"             | 또 다른 시선         | Hwang Da-seul | 5 tháng 6 năm 2020  |
| 6   | "Chấm dứt tình bạn 15 năm"   | 15 년 우정의 마침표  | Hwang Da-seul | 5 tháng 6 năm 2020  |
| 7   | "Làm lành"                   | 화해                 | Hwang Da-seul | 12 tháng 6 năm 2020 |
| 8   | "Bởi vì yêu"                 | 내가 널 좋아하니까   | Hwang Da-seul | 12 tháng 6 năm 2020 |